# Bahnstrecke Bridgton Junction–Harrison
| Gesellschaft: | zuletzt B&H         |                                                |                                                |
| Streckenlänge: | 34,2 km             |                                                |                                                |
| Spurweite: | 610 mm (2-Fuß-Spur) |                                                |                                                |
| |                     |                                                |                                                |
| Gleise: | 1                   |                                                |                                                |
| \| \| \| \| \| \| \| \| von Portland (Spurweite 1435 mm) \| \| \| \| 0 \| Bridgton Junction ME (bis 1888 Hiram Junction) \| Bridgton Junction ME (bis 1888 Hiram Junction) \| \| \| \| nach Lunenburg \| \| \| \| 3 \| Rankins Mill ME \| Rankins Mill ME \| \| \| 7 \| Twin Lake ME \| Twin Lake ME \| \| \| 13 \| West Sebago ME \| West Sebago ME \| \| \| 14 \| Perleys Mill ME \| Perleys Mill ME \| \| \| 16 \| Ingalls Road ME \| Ingalls Road ME \| \| \| 18 \| South Bridgton ME \| South Bridgton ME \| \| \| 23 \| Sandy Creek ME \| Sandy Creek ME \| \| \| 26 \| Bridgton ME \| Bridgton ME \| \| \| 32 \| North Bridgton ME \| North Bridgton ME \| \| \| \| Long Lake \| \| \| \| 34 \| Harrison ME \| Harrison ME \| |                     |                                                |                                                |
| |                     |                                                |                                                |
| Strecke (außer Betrieb) |                     | von Portland (Spurweite 1435 mm)               | von Portland (Spurweite 1435 mm)               |
| Bahnhof (Strecke außer Betrieb) | 0                   | Bridgton Junction ME (bis 1888 Hiram Junction) | Bridgton Junction ME (bis 1888 Hiram Junction) |
| Abzweig geradeaus und nach links (Strecke außer Betrieb) |                     | nach Lunenburg                                 | nach Lunenburg                                 |
| Bahnhof (Strecke außer Betrieb) | 3                   | Rankins Mill ME                                | Rankins Mill ME                                |
| Haltepunkt / Haltestelle (Strecke außer Betrieb) | 7                   | Twin Lake ME                                   | Twin Lake ME                                   |
| Bahnhof (Strecke außer Betrieb) | 13                  | West Sebago ME                                 | West Sebago ME                                 |
| Haltepunkt / Haltestelle (Strecke außer Betrieb) | 14                  | Perleys Mill ME                                | Perleys Mill ME                                |
| Haltepunkt / Haltestelle (Strecke außer Betrieb) | 16                  | Ingalls Road ME                                | Ingalls Road ME                                |
| Bahnhof (Strecke außer Betrieb) | 18                  | South Bridgton ME                              | South Bridgton ME                              |
| Haltepunkt / Haltestelle (Strecke außer Betrieb) | 23                  | Sandy Creek ME                                 | Sandy Creek ME                                 |
| Bahnhof (Strecke außer Betrieb) | 26                  | Bridgton ME                                    | Bridgton ME                                    |
| Haltepunkt / Haltestelle (Strecke außer Betrieb) | 32                  | North Bridgton ME                              | North Bridgton ME                              |
| Brücke über Wasserlauf (Strecke außer Betrieb) |                     | Long Lake                                      | Long Lake                                      |
| Kopfbahnhof Streckenende (Strecke außer Betrieb) | 34                  | Harrison ME                                    | Harrison ME                                    |

Die Bahnstrecke Bridgton Junction–Harrison ist eine Eisenbahnstrecke in Maine (Vereinigte Staaten). Sie ist 34,2 Kilometer lang und verbindet die Kleinstadt Harrison mit der Bahnstrecke Portland–Lunenburg. Die Gleise hatten eine Spurweite von 610 Millimetern (2 Fuß). Die Bahnstrecke ist seit 1941 stillgelegt.

## Geschichte
Die Stadt Bridgton war schon im 19. Jahrhundert ein beliebter Ausflugsort. Im Winter war die Stadt jedoch nur schwer erreichbar, da sowohl die Wasserwege als auch die schlecht ausgebaute Landstraße oft unpassierbar waren. Im Winter 1879 war die Stadt mehrere Wochen von der Außenwelt abgeschnitten, sodass lokale Investoren eine normalspurige Eisenbahnstrecke planten, die die Bahnstrecke Portland–Lunenburg der Portland and Ogdensburg Railroad und die Norway Branch Railroad verbinden sollte. Die Baukosten waren jedoch zu hoch, sodass das Projekt aufgegeben wurde.
Der Eisenbahnmagnat George E. Mansfield favorisierte den Bau von Schmalspurbahnen. Er empfahl der Stadt den Bau einer Linie in der Spurweite von zwei Fuß (610 mm) von Bridgton zur Bahnstrecke Portland–Lunenburg bei Hiram am Saco River. Zu diesem Zweck wurde 1881 die Bridgton and Saco River Railroad gegründet. Der Bau begann bald darauf und am 29. Januar 1883 feierte man die Eröffnung der 25,7 Kilometer lange Strecke von Bridgton zur Portland&Ogdensburg. Der reguläre Betrieb begann zwei Tage später. Die Verknüpfungsstelle mit der Hauptstrecke wurde zunächst Hiram Junction genannt, 1888 jedoch in Bridgton Junction umbenannt.
Am 3. August 1898 wurde die profitable Strecke um weitere 8,5 Kilometer bis Harrison an der Nordspitze des Long Lake verlängert. In Harrison querte die Strecke den Long Lake bzw. dessen nordwestlichen Zufluss an dessen Mündung über eine Jochbrücke.
Die Maine Central Railroad kaufte die Strecke am 24. Juli 1912 und erneuerte streckenweise Gleise und Oberbau. In dieser Zeit fuhren an Werktagen bis zu drei Zugpaare, zumeist gemischte Züge. Haupttransportgüter der Strecke waren neben Passagieren Holz und Holzprodukte. In den 1920er Jahren ging das Beförderungsaufkommen immer mehr zurück, da nun die Landstraße nach Bridgton ausgebaut und auch im Winter befahrbar war. 1927 plante die Maine Central die Stilllegung der Strecke und bot sie 1930 zum Verkauf an. Bei einer Auktion am 1. Juli 1930 ersteigerte die neu gegründete Bridgton and Harrison Railway die Strecke und führte den Betrieb fort.
Nur wenige Wochen später, am 7. August 1930, entgleiste zwischen Bridgton und Harrison ein Personenzug. Die Fahrzeuge konnten zwar geborgen und wieder instand gesetzt werden, aber der Abschnitt Bridgton–Harrison, vor allem die Brücke über den See, war dringend sanierungsbedürftig und wurde daher zum 30. Oktober 1930 stillgelegt. Schon seit Anfang der 1920er Jahre zogen aus Straßenfahrzeugen umgebaute Benzinloks die Strecke im Personenverkehr. Nur bei großem Andrang verkehrten Dampfzüge. Ab 1936 verkehrte ein Dieseltriebwagen, der von der Sandy River and Rangeley Lakes Railroad gekauft worden war. Nachdem die eingefahrenen Verluste der Strecke immer größer wurden, beschloss die Stadt Bridgton die Stilllegung der Strecke, die am 17. Januar 1941 genehmigt wurde. Trotzdem fuhren die Züge noch bis zum Ende der Sommersaison im September 1941. Danach wurden die Gleise und die meisten Waggons verschrottet. Die beiden noch vorhandenen Loks und der Dieseltriebwagen wurden an die Edaville Railroad abgegeben.

## Streckenbeschreibung
Der Verknüpfungspunkt zum übrigen Eisenbahnnetz befand sich unweit der Ortschaft Hiram am Ostufer des Saco River. Die Schmalspurbahn verlässt den Bahnhof in nördliche Richtung und verlässt nach wenigen hundert Metern das Flusstal ostwärts. Die Bahn verläuft südlich der Sebago Road und überquert diese bei Rankins Mill, der ersten Station. Ab hier befindet sich auf der Trasse der Narrow Gauge Trail (Schmalspurpfad), ein Rad- und Wanderweg. Die Bahn verläuft nun nordwärts am Westufer des Barker Pond und biegt dann wieder nach Nordosten ab. Über eine schmale Brücke überquert die Bahnstrecke den Ausfluss des Sees und dient heute im weiteren Verlauf einem Waldweg. Wenige Kilometer weiter erreicht die Strecke den östlichen Ausläufer des Hancock Pond, an dessen Ufer sich auch der Bahnhof West Sebago befand. Die Trasse verläuft nun nordwärts und wird im weiteren Verlauf wieder als Rad- und Wanderweg benutzt.
In South Bridgton, Sandy Creek und Bridgton ist ein Teil der Strecke überbaut worden. Die Depot Street (Bahnhofstraße) und die Narrow Gauge Lane (Schmalspurweg) in Bridgton zeugen noch heute von der Anwesenheit der Eisenbahn. Nördlich von Bridgton führt die Trasse entlang des Long Lake und überquerte den See an dessen Nordwestecke und erreicht kurz darauf den Endbahnhof Harrison.